# Margarete Schramböck
Margarete Schramböck (St. Johann in Tirol, 1970. május 12. –) osztrák politikus, 2017 és 2019 között, majd 2020 és 2022 között Ausztria digitalizálásügyi és gazdasági minisztere.

## Életpályája
2015. május 1. és 2016. október 17. között az A1 Telekom Austria vezérigazgatója volt.
Amikor 2017 decemberében miniszter lett, belépett az ÖVP-be is.
2022. május 9-én bejelentette, hogy lemond gazdasági miniszteri posztjáról.